# براء نجيب الربيعي
براء نجيب الربيعي (ق. 1935) سياسي عراقي وعضو في الجمعية الوطنية العراقية، وكان مرشحاً لمنصب وزير لوزارة الدفاع في مايو 2006. كان والده محمد نجيب الربيعي ضابطاً بارزاً في العهد الملكي، وقد عينه الفريق أول عبد الكريم قاسم رئيساً للمجلس الرئاسي المكون من ثلاثة أعضاء. تخرج براء من كلية ساندهيرست العسكرية في بريطانيا، شغل منصب آمر لواء الأهوار في الفترة بين أواسط الثمانينات حتى تاريخ إحالته إلى التقاعد في عام 1989، وبعد احتلال الكويت عام 1990 غادر إلى الأردن، وعمل مع وكالة المخابرات المركزية في عمان، وعمل مع عدد من المعارضين في محاولة الانقلاب عام 1996 إلى جانب حركة الوفاق الوطني العراقي بقيادة إياد علاوي.